# Diplophyllum nanum
Diplophyllum nanum là một loài rêu trong họ Scapaniaceae. Loài này được Herzog mô tả khoa học đầu tiên năm 1950.
Danh pháp khoa học của loài này chưa được làm sáng tỏ. 